# Menschen im Hotel (1959)
Menschen im Hotel ist eine deutsch-französische Verfilmung aus dem Jahr 1959 des gleichnamigen Romans von Vicki Baum. Unter der Regie des Hollywood-Heimkehrers Gottfried Reinhardt spielte eine große Starriege, angeführt von O. W. Fischer, Michèle Morgan und Heinz Rühmann.

## Handlung
Die Geschichte folgt weitgehend der Romanvorlage und der Erstverfilmung von 1932 mit Greta Garbo und den beiden Barrymore-Brüdern John und Lionel.
Im Berliner Luxushotel Grand Hotel gehen die Großen und Berühmten dieser Welt ein und aus. Zu den derzeitigen Gästen zählen der verarmte, aus Ungarn geflohene Baron von Gaigern, ein wahrhafter Charmeur und Lebemann von Welt, der jedoch schon weitaus bessere Zeiten gesehen hat und sich seinen Lebensunterhalt mit Hoteldiebstählen verdient. Da ist außerdem die einst gefeierte und hofierte exilrussische Tänzerin Grusinskaja, die, von Depressionen und Selbstzweifeln geplagt, sich mit der Absicht trägt, ihr Leben mit einer Überdosis an Schlaftabletten vorzeitig zu beenden. Weiters hat sich ein gewisser Generaldirektor Preysing mitsamt seiner Stenotypistin Fräulein Flamm, die alle nur „Flämmchen“ nennen, einquartiert. Auch Preysings schwerkranker Buchhalter Otto Kringelein trifft im Grand Hotel ein. Obwohl in derselben Firma beschäftigt, lernen sich Kringelein und Flämmchen hier das erste Mal kennen und finden einander sympathisch. Preysing ist ein lauter, bramarbasierender, und ebenso unangenehmer wie ungehobelter Typ von bulliger Erscheinung und ausgesprochen schlechten Manieren; ein Mann, der selbstverständlich alle für sich vereinnahmt und auch von Flämmchen erwartet, ihm in jeder Situation – selbst im Bett – zu Diensten zu sein.
Die Schicksale dieser fünf zentralen Protagonisten kreuzen sich an den kommenden beiden Tagen auf tragische Weise. Als Baron von Gaigern in die Suite der Grusinskaja eindringt, um sich ihres Schmucks zu bemächtigen, bemerkt er, dass sich die vereinsamte Ballerina umbringen will. Er verhindert es mit dem, was er am besten kann: Komplimente machen, charmant plaudern und sogar flirten. Er erklärt der gerührten Diva, dass er ihr größter Bewunderer sei, und gibt mit dieser Notlüge der Tänzerin für einen kurzen Moment wieder Hoffnung. Zwischen dem Edeldieb und der Künstlerin entwickelt sich rasch Vertrauen, und während die Grusinskaja wieder Lebensmut schöpft und sich eine Zukunft mit dem weltgewandten Adeligen vorstellen kann, beginnt auch Gaigern, sein bisheriges Leben zu hinterfragen. Aus Zutrauen und Sympathie erwächst zwischen den beiden einsamen Seelen schließlich das zarte Pflänzchen Liebe. Gaigern möchte jedoch nicht als verarmter Gigolo in ihr Leben treten und fasst daher einen verhängnisvollen Plan. Der unangenehme Preysing soll darin die Hauptrolle spielen.
Währenddessen scheucht der Herr Generaldirektor, dessen Firma kurz vor dem Bankrott zu stehen scheint, seine Angestellten wie Lakaien herum. Als skrupelloser Machtmensch besitzt Preysing auch keine Hemmungen vor krummen Geschäften. Während sich Flämmchen angesichts dieses Gebarens immer angewiderter von ihrem Chef abwendet, ohne aber mit ihm brechen zu können, ist der hochanständige Buchhalter Kringelein regelrecht entsetzt, als er von den Betrügereien seines obersten Chefs erfährt. Erstmals wagt der mausgraue und treu ergebene Zahlenmensch so etwas wie einen Aufstand, eine kleine Revolte: Er widersetzt sich Preysings Wünschen nach Beihilfe zum Betrug, worauf dieser dem schmächtigen Buchhalter ernsthaft droht. Baron von Gaigern hat von alldem einiges mitbekommen und setzt nun seinerseits Preysing massiv unter Druck. Doch der denkt gar nicht daran, zu zahlen, und erschlägt den Baron in seinem Hotelzimmer in der kommenden Nacht hinterrücks. Während die am Morgen nach Rom abreisende Grusinskaja, wie mit ihm verabredet, dort auf ihren Galan Gaigern warten will, wird Preysing von der Polizei wegen Mordes verhaftet und abgeführt. Zurück im Hotel bleiben der grundehrliche Kringelein und das wie befreit wirkende Fräulein Flamm. Beide tun sich zusammen und beschließen, zusammen auf große Reise zu gehen.

## Produktionsnotizen
Menschen im Hotel wurde an 34 Drehtagen vom 15. Februar bis zum 31. März 1959 in den CCC-Ateliers von Berlin-Spandau gedreht. Die Uraufführung erfolgte am 23. September 1959 im Münchner Gloria-Palast. Im koproduzierenden Frankreich lief der Streifen erst am 25. März 1960 in Paris an.
Die Bauten entwarf Rolf Zehetbauer, ausgeführt von Gottfried Will. Die Kostüme stammten von Helmut Holger. Johannes J. Frank hatte die Produktionsleitung. Regieassistentin Eva Ebner hatte auch eine winzige Rolle.
Wie Produzent Brauner in seinen Memoiren schrieb, hatte er mit einem Trick die Reihenfolge bei der Namensnennung der drei Hauptstars Fischer, Morgan und Rühmann geregelt. Demzufolge versprach er zunächst jedem der drei, die allesamt erpicht darauf waren, an erster Stelle genannt zu werden, namentlich die Besetzungsliste anzuführen. Schließlich entschloss sich Brauner dazu, eine neutrale Lösung zu wählen und die alphabetische Reihenfolge einzuhalten. Während Fischer mit dieser Lösung hochzufrieden war, soll die Morgan leicht verstimmt reagiert haben, während Rühmann ernsthaft verärgert gewesen sein soll.
Der Film erhielt das Prädikat „wertvoll“. Das Bundesinnenministeriums erteilte dem Film 1961 eine Prämie in Höhe von 200.000 DM.

## Kritiken
„Max-Reinhardt-Sohn Gottfried, Regisseur dieser Zweitverfilmung, konnte nicht verhindern, daß sich die vier deutschen Stars (O. W. Fischer, Heinz Rühmann, Gert Fröbe, Sonja Ziemann) und der eine Welt-Star (Michèle Morgan) ungestört voneinander in dem Luxus-Appartement ihrer Eigen- und Unarten tummeln. Vicki Baums schier unverderbliches Romanklischee dient heute genauso als glanzlos-solides Podium für die Starparade 59 wie vor 27 Jahren in Hollywood für Greta Garbo, John Barrymore und Joan Crawford. Geändert hat sich die Inneneinrichtung nur im Hotel, nicht in den Figuren.“

„Die Morgan ist besser als die Garbo!“

„Neuverfilmung des Vicki-Baum-Romans, die unter einer betulichen Inszenierung von geschickter psychologischer Reportage zur Kolportage verflacht. Wo einst große Schauspieler an einem Strang zogen, sind jetzt nur noch Starrollen gebündelt.“